# Kai Ambos

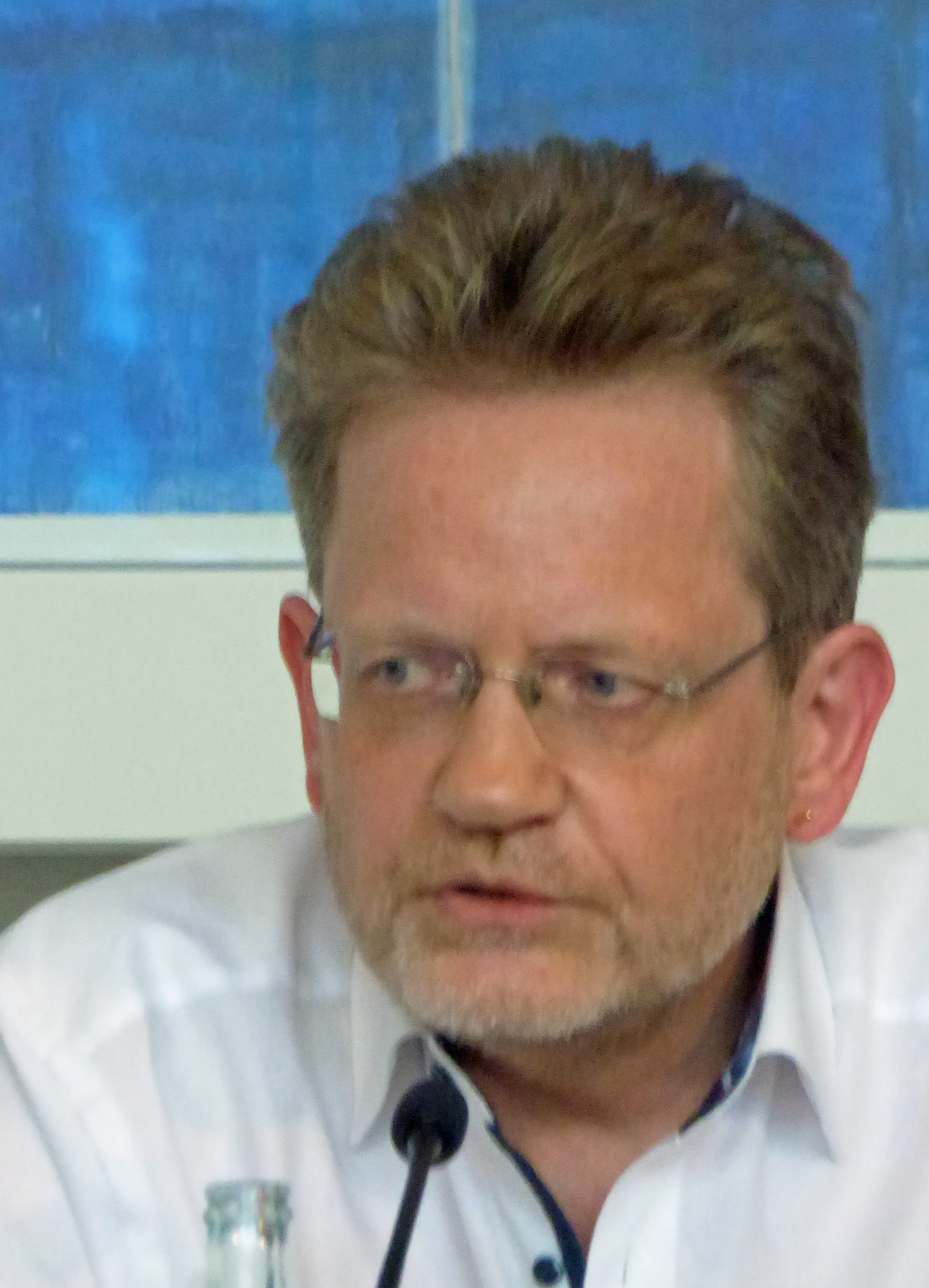
Kai Ambos (2024)

Kai Ambos (* 29. März 1965 in Heidelberg) ist ein deutscher Jurist und Publizist. Er ist Lehrstuhlinhaber für Strafrecht und Strafprozessrecht, Rechtsvergleichung, internationales Strafrecht und Völkerrecht an der Georg-August-Universität Göttingen und seit 2018 geschäftsführender Direktor des dortigen Instituts für Kriminalwissenschaften. Er ist Autor und Herausgeber zahlreicher Veröffentlichungen zum deutschen und internationalen Straf- und Strafprozessrecht sowie zum Völkerstrafrecht.

## Leben
Nach dem Studium der Rechts- und Politikwissenschaften in Freiburg im Breisgau, Oxford und München legte Ambos sein erstes Staatsexamen in München 1990 ab. Mit einer Arbeit zum Thema „Die Drogenkontrolle und ihre Probleme in Kolumbien, Peru und Bolivien“ wurde er 1992 bei Horst Schüler-Springorum an der Ludwig-Maximilians-Universität München promoviert. Für seine Dissertation erhielt er 1993 den Preis „Recht und Entwicklung“ der Herbert Krüger Stiftung für überseeische Verfassungsvergleichung (die Verleihung fand erst im Oktober 1997 statt). Nach dem Referendariat in Freiburg bestand Ambos 1994 das zweite juristische Staatsexamen.
Von 1995 bis 2003 arbeitete er als wissenschaftlicher Referent für internationales Strafrecht und Hispanoamerika am Max-Planck-Institut für ausländisches und internationales Strafrecht und von 1996 bis 2002 als wissenschaftlicher Angestellter bzw. Assistent an der Albert-Ludwigs-Universität Freiburg am Lehrstuhl von Albin Eser. Es folgte seine Habilitation an der LMU München bei Klaus Volk und Bruno Simma in den Fächern Strafrecht, Strafprozessrecht, Kriminologie, Rechtsvergleichung und Völkerrecht im Sommersemester 2001 mit einer Arbeit zum „Allgemeinen Teil des Völkerstrafrechts“.
Zunächst als Lehrstuhlvertretung in Freiburg eingesetzt, folgte er Anfang 2003 dem Ruf der Universität Göttingen, wo er seither Lehrstuhlinhaber für Straf- und Strafprozessrecht, Rechtsvergleichung, internationales Strafrecht und Völkerrecht ist. Einen zeitgleichen Ruf auf die Universität Graz (Österreich) hat er abgelehnt.
Seit dem 24. März 2006 ist Kai Ambos Richter am Landgericht Göttingen. Vom 1. Januar 2015 bis 30. September 2015 war er als Richter an das Oberlandesgericht Braunschweig abgeordnet.
Ambos war Mitglied des Verteidigerteams von Mladen Markač bei der Berufungsverhandlung im Fall Gotovina et al. vor dem Internationalen Strafgerichtshof für das ehemalige Jugoslawien (ICTY), die im November 2012 mit Freispruch für die in der Vorinstanz zu langjährigen Haftstrafen Verurteilten endete.
Für seine Verdienste um „das lateinamerikanische und insbesondere das peruanische Straf- und Strafprozessrecht sowie seinen Einsatz für die Justizreformen in Peru und anderen lateinamerikanischen Ländern“ erhielt Ambos 2013 die Ehrendoktorwürde der Universidad Nacional de la Amazonía Peruana.
Im Januar 2014 wurde am Lehrstuhl von Ambos eine „Forschungsstelle für lateinamerikanisches Straf- und Strafprozessrecht“ (spanische Abkürzung CEDPAL) eingerichtet. Die Forschungsstelle wird durch einen wissenschaftlichen Beirat unterstützt und verfügt über eine eigene Spezialbibliothek mit ca. 16.000 Titeln.
Dass Ecuador seine Botschaft in London nutzte, um Julian Assange vor Strafverfolgung zu schützen, wertet Ambos als Bruch des Völkerrechts.
In der Debatte um die nicht nur politisch, sondern auch juristisch korrekte Bezeichnung für den Völkermord an den Armeniern wies Ambos darauf hin, dass der Nachweis der für einen Genozid konstitutiven Zerstörungsabsicht schwierig zu erbringen sei.
Seit dem 7. Februar 2017 ist er Richter am Kosovo-Sondertribunal in Den Haag. Am 6. Dezember 2017 wurde Kai Ambos in einem kompetitiven Auswahlverfahren zum Berater (Amicus Curiae) der kolumbianischen Sondergerichtsbarkeit für den Frieden ernannt.
Am 17. September 2018 erhielt er den Preis „Orden Carlos Lemos Simmonds“ für sein Engagement im kolumbianischen Friedensprozess.
Ambos wurde 2020 mit dem Wissenschaftspreis Niedersachsen ausgezeichnet.
Er gehört zu den Autoren eines im März 2022 veröffentlichten Rundbriefs gegen eine Corona-Impfpflicht.
In seinem Buch Doppelmoral – Der Westen und die Ukraine (2022) wirft Ambos den westlichen Staaten vor, sich selbst nicht an die Regeln zu halten, die sie in der Ukraine von Russland durch den Überfall 2022 gebrochen sehen.

## Veröffentlichungen (Auswahl)
- Der Allgemeine Teil des Völkerstrafrechts – Ansätze einer Dogmatisierung, Duncker & Humblot, Berlin 2002, 2. unveränderte Neuauflage 2004 ISBN 3-428-10762-4.
- La Parte General del Derecho Penal Internacional – Bases para una elaboración dogmática, Konrad-Adenauer-Stiftung, Programa de Estado de Derecho, Montevideo, Uruguay und Temis, Bogotá 2005 ISBN 9974-7868-5-1.
- Internationales Strafrecht – Strafanwendungsrecht, Völkerstrafrecht, Europäisches Strafrecht, C.H. Beck, 2006 ISBN 3-406-54163-1; 2. Aufl. 2008, 3. Aufl. 2011.
- Beweisverwertungsverbote. Grundlagen und Kasuistik – internationale Bezüge – ausgewählte Probleme. Berlin (Duncker & Humblot) 2010,
- Terrorismo, tortura y Derecho penal. Respuestas en situaciones de emergencia. Barcelona (Atelier) 2009, und Bogotá (Universidad Externado de Colombia), 2009.
- The Colombian Peace Process and the Principle of Complementarity of the International Criminal Court, Berlin et al. (Springer) 2010.
- Fundamentos y ensayos criticos de Derecho Penal y Procesal Penal. Palestra Editores, Lima 2010, ISBN 978-612-4047-21-3.
- Derecho procesal penal contemporáneo, San José, Costa Rica (Editorial Jurídica Continental) 2011.
- Der Irak-Krieg und das Völkerrecht. (Hrsg. gemeinsam mit Jörg Arnold), Berliner Wissenschafts-Verlag, 2004, ISBN 3-8305-0559-0.
- Nationalsozialistisches Strafrecht: Kontinuität und Radikalisierung. Baden-Baden: Nomos, 2019 ISBN 978-3-8487-5631-5.
- Doppelmoral – Der Westen und die Ukraine. Frankfurt am Main: Westend, 2022, ISBN 978-3-86489-404-6.
- Apartheid in Palästina? Eine historisch-völkerrechtliche Untersuchung. Neu-Isenburg: Westend, 2024, ISBN 978-3-949925-24-5.